# Aakirkeby
Aakirkeby vagy Åkirkeby település Dániában, Bornholm déli részén. Közigazgatásilag Bornholm regionális községhez tartozik.

## Földrajz
A település a sziget déli oldalának középső részén, Rønne és Nexø között fekszik.

## Történelem
A település korábban az azóta megszüntetett Aakirkeby község székhelye volt.

## Népesség
Aakirkeby Bornholm harmadik legnépesebb települése.

## Fordítás
- Ez a szócikk részben vagy egészben a Aakirkeby című angol Wikipédia-szócikk ezen változatának fordításán alapul.  Az eredeti cikk szerkesztőit annak laptörténete sorolja fel. Ez a jelzés csupán a megfogalmazás eredetét és a szerzői jogokat jelzi, nem szolgál a cikkben szereplő információk forrásmegjelöléseként.

## Külső hivatkozások
- Hivatalos honlap Archiválva 2009. június 28-i dátummal a Wayback Machine-ben (dán)